# Klaus Webhofer

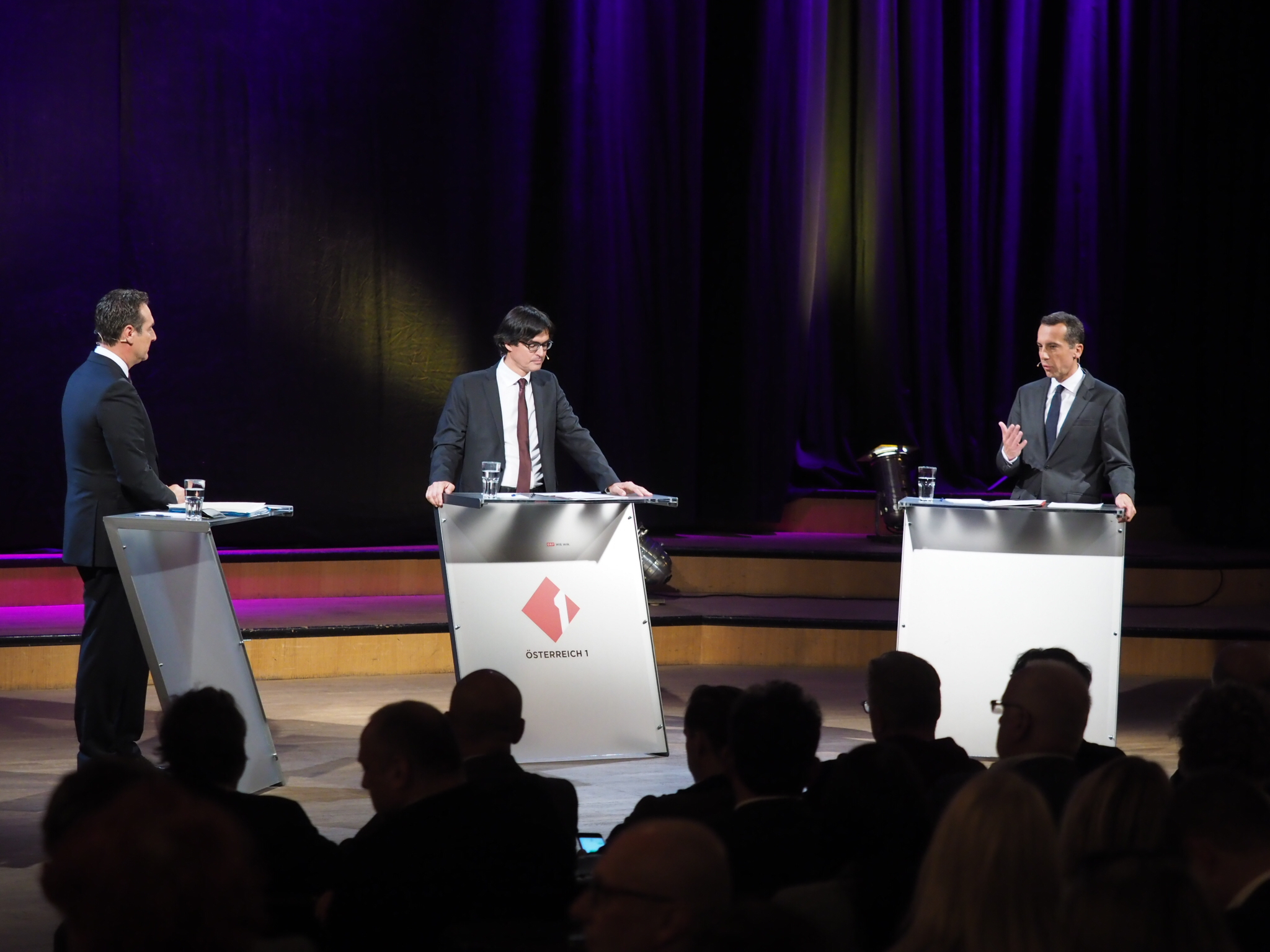
Klaus Webhofer (Mitte) mit Heinz-Christian Strache (links) und Christian Kern (rechts, 2017)

Klaus Webhofer (* 1967 in Meran, Südtirol) ist ein Journalist und Moderator.

## Leben
Klaus Webhofer studierte an der Universität Wien Geschichte mit Schwerpunkt Zeitgeschichte. Seit 1991 ist er in Wien für den Österreichischen Rundfunk (ORF) tätig.
Zunächst arbeitete er für Radio Österreich International, ab 1995 für die Radio-Information. Nach einer Tätigkeit als Auslandskorrespondent in Bonn in Deutschland kehrte er 1998 als Innenpolitik-Redakteur ins Radio zurück. 2007 wurde er zusätzlich Sendungsverantwortlicher und Moderator der monatlichen Ö1-Gesprächsreihe Im Klartext – ein Beitrag zur Streitkultur im Radiokulturhaus. 2011 wurde er mit dem Robert-Hochner-Preis ausgezeichnet.
2016/17 und 2020/21 war er Moderator, Planer und Chef vom Dienst bei den Ö1-Journalen (Morgenjournal, Mittagsjournal, Abendjournal), im November 2021 wurde er interimistischer Ressortleiter Innenpolitik der Hörfunk-Information. Außerdem ist er regelmäßiger Interviewer der Ö1-Reihe Im Journal zu Gast. Im Februar 2024 wurde er von ORF-Generaldirektor Roland Weißmann als Nachfolger von Hans Bürger zum Ressortleiter Innenpolitik der ORF-Information bestellt.
Im Sommer 2025 soll er durch die ORF-Sommergespräche führen.

## Auszeichnungen
- 2011: Robert-Hochner-Preis[4]